# گورخر در آشپزخانه
گورخر در آشپزخانه (انگلیسی: Zebra in the Kitchen) فیلمی در سبک کودکان است که در سال ۱۹۶۵ منتشر شد. از بازیگران آن می‌توان به جی نورث، مارتین میلنر، اندی دیواین و جیم دیویس اشاره کرد. جی نورث در این فیلم نخستین نقش اصلی خود را در یک فیلم بلند بازی کرد. تصویربرداری اصلی این فیلم در ژوئیه ۱۹۶۴ شروع شد.